# Brian Binnie
Brian Binnie (ur. 26 kwietnia 1953, zm. 15 września 2022) – amerykański pilot i astronauta. Jest jednym z oblatywaczy SpaceShipOne, samolotu kosmicznego wyprodukowanego przez Scaled Composites.
Dnia 17 grudnia 2003 roku, 100 lat po pierwszym locie braci Wright, Binnie pilotował SpaceShipOne podczas pierwszego lotu z włączonym silnikiem rakietowym. Samolot osiągnął prędkość 1,3 Ma i wzniósł się na wysokość 20,7 km. Dnia 4 października 2004 roku (47 lat po starcie Sputnika 1) Binnie pilotował samolot kosmiczny podczas drugiej próby lotu pasażerskiego, zdobywając w ten sposób Nagrodę X Prize. Pojazd wzniósł się na wysokość 112 km, bijąc poprzedni rekord wysokości lotu samolotu, ustanowiony przez samolot X -15 w roku 1963. Tym samym, Binnie formalnie spełnił kryteria uznania za astronautę.
Binnie ukończył Brown University oraz Princeton University. Przez 20 lat służył w marynarce USA jako pilot samolotu F/A-18, w tym uczestniczył w nalotach na Irak podczas operacji Pustynna Burza – odbył wówczas 33 loty bojowe. W roku 1988 ukończył kurs pilotów oblatywaczy marynarki i przez 13 lat służył jako oblatywacz, testując systemy uzbrojenia. Po odejściu ze służby wojskowej, został oblatywaczem w Scaled Composites.

## Odznaczenia
- FAA Commercial Space Astronaut Wings – 2004[2]
- Universal Astronaut Insignia za lot suborbitalny (nr 14) – Stowarzyszenie Uczestników Lotów Kosmicznych (Association of Space Explorers(inne języki))[3]